# Oslo Plaza
Das Hotel Oslo Plaza (vollständiger Name: Radisson Blu Plaza Hotel, Oslo) befindet sich mitten im Osloer Zentrum und ist mit seinen 117 m Höhe Norwegens höchstes Gebäude und das zweithöchste Skandinaviens. Bis zur Fertigstellung des Scandic Victoria Tower im Stockholmer Stadtteil Kista 2011 war das Oslo Plaza das höchste Hotel in Nordeuropa beziehungsweise in Skandinavien. Das Gebäude bekam aufgrund seiner optischen Erscheinung im Volksmund spöttisch den Spitznamen „Hotel Meißel“, norwegisch «Hotell Hoggjernet».

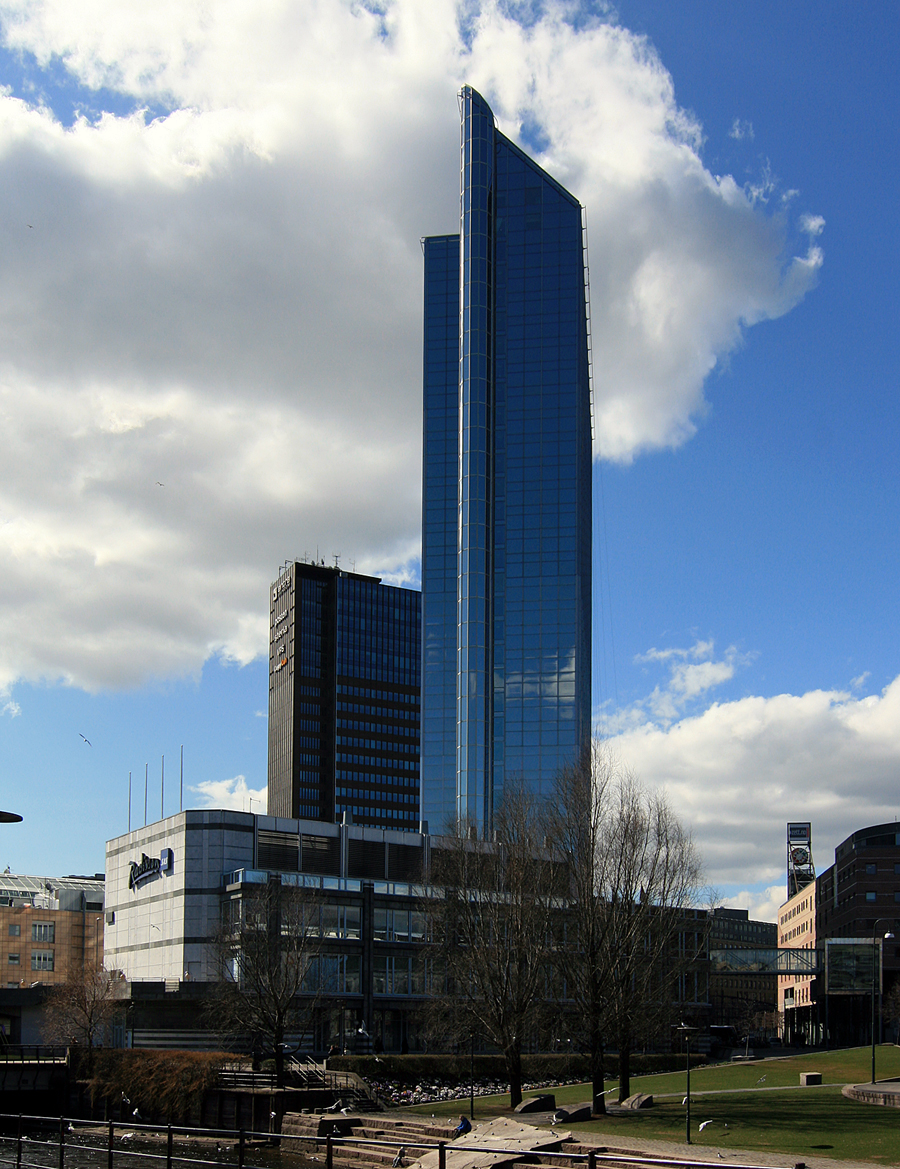
Radisson Blu Plaza Hotel

Das Hotel hat 37 Etagen und 678 Zimmer mit insgesamt 1500 Betten, darunter 140 Business-Suiten, 20 Suiten und eine Königssuite, es besitzt ein Schwimmbad sowie eine Sauna. Das Gebäude besteht aus einem Stahl-Beton-Skelettbau, die Fassaden sind mit Raster-Spiegelglas versehen. Die oberen Etagen sind auf der einen Seite mit einem steilen Pultdach und einer scharfen Kante abgeschrägt. Das Gebäude hat an der Fassade einen gläsernen Aufzug, der bei entsprechenden Veranstaltungen bis zu den Räumlichkeiten an die Spitze des Hotel fährt. An das Hochhaus ist ein vorstehendes Gebäude mit Flachdach und drei Etagen angegliedert. In diesem Bau befindet sich der Eingangsbereich des Hotels, eine Lobby, mehrere Restaurants und Konferenzräume.
Der Hotelbau wurde vom schwedischen Architekturbüro White arkitekter gebaut und 1989 fertiggestellt. Am 14. März 1990 wurde es durch König Olav V. eingeweiht. 1992 wurde eine Fußgängerbrücke als Verbindung zwischen dem Hotel und der damals neu gebauten Multifunktionsarena Oslo Spektrum gebaut. Am 3. Juni 1995 wurde in Zimmer 2805 eine Tote gefunden, deren Identität noch immer unklar ist.
Das Hotel ist im Besitz der Wenaasgruppen und wird betrieben von der Radisson Hotel Group.